# Croesus (Keiser)
Croesus (títol original en alemany Der hochmüthige, gestürzte und wieder erhabene Croesus; en català L'orgullós, caigut i de nou exaltat Cressus) és una òpera (drama musical) en tres actes (descrit com un singspiel) amb música de Reinhard Keiser i llibret en alemany de Lucas von Bostel basat en el dramma per musica anterior de Nicolo Minato Creso (1678), la música del qual va ser composta per l'emperador Leopoldo I.
Croesus es va estrenar a l'Oper am Gänsemarkt d'Hamburg el 1711 (la data exacta es desconeix). Més tard, el compositor va revisar àmpliament l'òpera per a una nova versió, que es va estrenar en el mateix teatre el 6 de desembre de 1730. En el procés, Keiser va descartar gran part del material original, i, a conseqüència d'això, només la versió de 1730 ha sobreviscut en forma completa.